# Самара (Белопольский район)
Самара (укр. Самара) — село,
Жовтневенский поселковый совет,
Белопольский район,
Сумская область,
Украина.
Код КОАТУУ — 5920655310. Население по переписи 2001 года составляло 120 человек .

## Географическое положение
Село Самара находится на правом берегу реки Вир,
выше по течению примыкает село Гостинное,
ниже по течению на расстоянии в 3,5 км расположено село Беланы,
на противоположном берегу — сёла Пащенково и Стрельцово.
Рядом проходит железнодорожная ветка, остановочный пункт 7 км.

## Экономика
- Молочно-товарная ферма.

## Объекты социальной сферы
- Школа I-II ст.